# Pentaphragma
Pentaphragma — рід квіткових рослин. Pentaphragma — єдиний рід Pentaphragmataceae, родини ряду Asterales. Це м’ясисті трави, з асиметричними листовими пластинками. Вони зустрічаються в Південно-Східній Азії. Елементи судин Pentaphragma мають ознаки, які універсально інтерпретуються як примітивні у дводольних. 

## Види
Pentaphragma bicolor,
Pentaphragma pendula,
Pentaphragma longisepalum,
Pentaphragma lambirense,
Pentaphragma prostratum